# Список умерших в 1844 году
В этой статье представлен список известных людей, умерших в 1844 году.
- См. также: Категория:Умершие в 1844 году

## Январь
- 10 января — Хадсон Лоу, английский генерал, губернатор острова Святой Елены в период нахождения там в изгнании низложенного Наполеона Бонапарта (род. 1769).
- 27 января — Шарль Нодье, французский писатель (род. 1780).
- 28 января — Йоханнес ван ден Босх — нидерландский военный и колониальный чиновник, генерал-губернатор Нидерландской Ост-Индии (род. 1780).
- 31 января Анри Гасьен Бертран, французский дивизионный генерал, адъютант Наполеона (род. 1773).

## Февраль
- 15 февраля — Генри Эддингтон, премьер-министр Великобритании в 1801—1804 годах (род. 1757).
- 27 февраля — Адриан-Фирмен Пиллон, французский драматург, поэт и писатель (род. 1766).

## Март
- 8 марта — Карл XIV Юхан, маршал Французской Империи, участник революционных и наполеоновских войн. Впоследствии шведский кронпринц (с 1810 года) и король Швеции и Норвегии (с 1818 года), основатель династии Бернадотов (род. 1763).
- 17 марта — Кханде Рао II Холкар, 10-й махараджа Индаура из династии Холкар (род. 1828).
- 24 марта — Бертель Торвальдсен, датский художник, скульптор, представитель позднего академического классицизма (род. 1770).

## Апрель
- 8 апреля — Игнац Франц фон Мозель, австрийский композитор, дирижёр и музыкальный писатель (род. 1772).
- 22 апреля — Анри Монтан Бертон, французский композитор, музыкальный теоретик. Член Института Франции (род. 1767).

## Май
- 2 мая — Уильям Бекфорд, член Британского парламента, известный собиратель и ценитель искусства, первопроходец неоготического движения в архитектуре, автор готического романа «Ватек» (род. 1760).
- 21 мая — Джузеппе Баини, итальянский священник, музыкант и музыковед (род. 1775).
- 26 мая — Жак Лаффитт, французский банкир и государственный деятель, премьер-министр Франции в 1830—1831 годах (род. 1767).

## Июнь
- 3 июня — Людовик (герцог Ангулемский), представитель старшей линии французских Бурбонов (род. 1775).
- 15 июня — Томас Кэмпбелл, шотландский поэт (род. 1777).
- 19 июня — Этьен Жоффруа Сент-Илер, французский зоолог (род. 1772).
- 27 июня — Джозеф Смит, американский религиозный деятель, основатель и первый президент Церкви Иисуса Христа Святых последних дней, основатель движения Святых последних дней, кандидат в президенты США (род. 1805).
- 29 июня — Карл фон Деккер, прусский генерал, военный теоретик, писатель (род. 1784).

## Июль
- 11 июля — Евгений Баратынский, русский поэт (род. 1800).
- 15 июля — Клод Форьель, французский филолог, историк и фольклорист (род. 1772).
- 27 июля — Джон Дальтон, английский физик и химик (род. 1766).
- 28 июля — Жозеф Бонапарт, старший брат Наполеона, король Неаполя в 1806—1808 годах, король Испании в 1808—1813 (род. 1768).
- 29 июля — Моцарт, Франц Ксавьер, композитор и пианист, сын Вольфганга Амадея Моцарта (род. 1791).

## Август
- 4 августа — Якоб Оль, норвежский государственный деятель, историк и писатель (род. 1773).
- 10 августа — Александра Николаевна, младшая дочь Николая I и его жены Александры Фёдоровны (род. 1825).
- 11 августа — Ерней Бартол Копитар, словенский лингвист и историк, один из основоположников славистики (род. 1780).
- 14 августа — Генри Фрэнсис Кэри, английский писатель и переводчик (род. 1772).
- 30 августа — Фрэнсис Бэйли — английский астроном (род. 1774).
- 31 августа — Александр Петрович Барятинский, декабрист, член Союза благоденствия и Южного общества (род. 1799).

## Сентябрь
- 23 сентября — Александр Христофорович Бенкендорф, русский государственный деятель, военачальник; шеф жандармов и Главный начальник III отделения Собственной Е. И. В. канцелярии (род. 1782).
- 28 сентября — Пётр Александрович Толстой, военный деятель эпохи Наполеоновских войн, генерал от инфантерии (род. до 1770).

## Ноябрь
- 1 ноября — Август Фердинанд Хезер, немецкий дирижёр и композитор (род. 1779).
- 14 ноября — Флора Тристан, французская писательница и активистка (род. 1803).
- 14 ноября — Джон Аберкромби, шотландский врач и публицист, известный своими исследованиями болезней головного и спинного мозга (род. 1780).
- 18 ноября — Август Хезер, немецкий дирижёр и композитор, хормейстер Веймарской оперы (род. 1779).
- 21 ноября — Крылов, Иван Андреевич, русский писатель-басенник (род. 1769).
- 23 ноября — Томас Джеймс Хендерсон, шотландский астроном (род. 1798).
- 29 ноября — София Глостерская, правнучка короля Георга II и племянница Георга III (род. 1773).

## Декабрь
- 2 декабря — Евстахий Эразм Сангушко, польский военачальник (род. 1768).
- 31 декабря — Карл Андреевич Ливен, генерал от инфантерии, министр народного просвещения Российской империи, член Государственного совета Российской империи (род. 1767).